# Ötofta
Ötofta är en bebyggelse i Onsala socken i Kungsbacka kommun. SCB avgränsar här en småort sedan 2023